# If I Didn’t Care
If I Didn’t Care ist ein Popsong der Ink Spots aus dem Jahr 1939, der zu den ersten Rekordumsätzen der Musikindustrie gehört. Das Stück wurde von Jack Lawrence (1912–2009) komponiert.

## Entstehungsgeschichte
Jack Lawrence war seit 1938 in Hollywood als Filmmusik-Komponist angestellt. An einem freien Nachmittag versuchte er am Klavier einige neue Partituren, wobei die Ballade If I Didn’t Care herauskam. Er versandte sie an Dave Kapp, Inhaber des jungen Decca-Labels. Kurz danach wurde Lawrence von Archie Bleyer kritisiert, dass dieses Stück mit zwei unterschiedlichen Tonhöhen beginnen und enden würde. Als Lawrence verunsichert die korrigierte Fassung an Decca Records sandte, kam die prompte Antwort: „Zu spät, Song wurde bereits von der neuen Gruppe Ink Spots aufgenommen. Sie haben einen Smash-Hit.“ Konfrontiert mit dem Millionenseller schwächte Bleyer seine Behauptung ab: „Beide Endungen wären möglich gewesen.“

## Veröffentlichung

Plattenlabel für If I Didn't Care

Im Januar 1939 hatten die Ink Spots mit If I Didn’t Care / Knock Kneed Sal (Decca #2286) ihre erste Chartplatzierung. Die Gruppe erhielt, wie vertraglich vorgesehen, $ 37,50 für die Aufnahme. Nach Veröffentlichung der Ballade im Februar 1939 gelangte die Single für zwei Wochen auf Rang 2 der Pop-Hitparade.
If I Didn’t Care präsentiert Bill Kennys sich steigernden, aber zittrigen Tenor, während Jones seinen innerhalb der Liedbrücke gesprochenen Rezitations-Bass improvisiert, garniert mit komplexen Harmonien der Restgruppe. Das Rezept für die künftige Vokalstruktur war gefunden. Ende 1939 war bereits die Millionenumsatzgrenze erreicht, insgesamt verkaufte sich der Song weltweit 19 Millionen Mal. Er nimmt Rang 5 der weltweit meistverkauften Singles ein.  Von Bing Crosbys White Christmas abgesehen, blieb der Titel der Ink Spots für lange Zeit Rekordhalter bei Umsätzen von Singles – bis er von Bill Haleys Rock Around the Clock abgelöst wurde.

## Coverversionen und Statistik
Der frühe Popmusik-Erfolg wurde ASCAP zufolge 18 Mal gecovert, darunter von Van Alexander & His Orchestra am 25. April 1939, den Hilltoppers (August 1954; Rang #17), Connie Francis (März 1959; #22), Brenda Lee (Oktober 1960), Platters (Dezember 1960; #30), Moments (August 1970; #44) und David Cassidy (Mai 1974; GB #9, D #43). Der Song wurde im Februar 1987 nachträglich in die Hall of Fame in der Kategorie R&B (Single) aufgenommen. Der Titel wird in der Liste der Songs of the Century auf Rang 271 geführt, die 2001 von der Recording Industry Association of America (RIAA) erstellt wurde.